# Лимбургский воротниковый голубь
Лимбургский воротниковый голубь — порода голубей.

## Происхождение и история
Лимбургских воротниковых голубей разводили в Германии и Англии ещё в 1850 году. В 70-е года эта порода голубей была заново выведена в Бельгии некоторыми заводчиками Лимбурга. Несколько лет назад их видели на каждой крупной выставке домашней птицы в бельгийском Лимбурге. Но, несмотря на первоначальный интерес к этой породе, они постепенно исчезают.
Лимбургский воротниковый — это изящный голубь похожий на старых голландских капуцинов. Иногда их называют голубями Яна Стена, поскольку они изображены по крайней мере на одной из его картин.
Так как у этих голубей структурное оперение максимум средней величины они не получили большой популярности. Они очень нетребовательны к голубятне и уходу, и иногда гнездятся в самых неожиданных местах.

## Состояние породы
Очень редкие. Их разводят лишь несколько энтузиастов в Лимбурге.

## Описание породы

### Телосложение и стойка
Меньше, чем среднего размера, с довольно низкой посадкой, с вертикальной стойкой и не слишком длинные. Они не должны быть слишком длинными и слишком низкими.

### Голова и структурное оперение
У них довольно большая овальная голова, открытый лоб, полный гребень и широкий воротник по бокам шеи, на верхней части груди и плечах. Гребень обильно заполнен оперением, широкий, вокруг всей головы, выше верхней точки головы, с направлением роста оперения вперёд. Воротник непрерывный, с прямой вертикальной границей от груди до верхней части гребня, с прямым и обратным направлением роста оперения. Все части структурного оперения в плавной, гладкой и элегантной пропорции. Воротник не закрывает глаза и лоб и не препятствует обзору спереди.
Зрачки чёрные, глаза жёлтые, веки нежные. Клюв средней длины, роговой. Восковицы гладкие, порошкообразные, белые. Шея средней длины. Грудь широкая, высокая. Спина широкая. Крылья лежат на хвосте и не достигают его конца. Хвост средней длины, продолжает линию спины. Ноги короткие, гладкие, тёмно-красные.
Лимбургский воротниковый обладает живым темпераментом.
В отличие от старых голландских капуцинов бывает только в монохромном окрасе: жёлтый, красный, белый и чёрный.

## Недостатки
Появление у особи таких отклонений, как: недостаточно насыщенный цвет; с разрывами или слишком неровная вертикальная линия воротника; закрытый воротник; недостаточно развитые гребень и ожерелье; гребень, смещён к затылку или слишком низкий; красные глаза; веки красного цвета; жемчужные глаза; корпус слишком большой или чересчур высокий; узкая грудь; неправильная стойка; грубая или плоская голова; чересчур развитые восковицы; грубые веки, считается недостатком.

## Названия
- Голл.: Limburgse kraagduif
- Фр.: Nonnain limbourgeois
- Размер кольца: 7 мм

## Источник
- Limburgse kraagduif (нидерл.). Landsbond van Fokkers van Neerhofdieren. Дата обращения: 10 августа 2011. Архивировано из оригинала 27 октября 2012 года.
- Limburgse kraagduif (нидерл.). Vereniging ter Promotie van Belgische Neerhofdieren. Дата обращения: 16 сентября 2012. Архивировано из оригинала 27 октября 2012 года.
- Limburgse kraagduif (нидерл.). Steunpunt Levend Erfgoed. Дата обращения: 16 сентября 2012. Архивировано из оригинала 27 октября 2012 года.